# Evgheni Iankovski
Evgheni Osipovici Iankovski (în rusă Евгений Осипович Янковский; n. 7 martie 1837 – d. 29 iulie 1892) a fost un general rus, guvernator al guberniilor Basarabia, Poltava și Volânia.

## Biografie
Iankovski s-a născut la 7 martie 1837 într-o veche familie nobilească din gubernia Poltava. A fost educat la Corpul de cadeți Konstantinovsk, după care la 16 iunie 1856, a fost promovat la gradul de praporșcik și s-a alăturat regimentulului „Semionov”.
La 17 aprilie 1859 a fost transferat unui regiment de artilerie cavalerească, unde a servit până în 1864.
Trimis la dispoziția comisiei dirigiuitoare a Poloniei țariste, Iankovski a servit ca membru al Comisiei pentru afacerile țărănești din regiunea Lublin, și apoi, a fost comisar al aceleiași comisii, ținând seama de o parte activă din toate lucrările ei. Patru ani mai târziu, a fost promovat la gradul de locotenent-colonel și pensionat.
În 1869, a fost din nou înrolat și repartizat la Corpului de jandarmerie⁠(ru)[traduceți], cu numirea în post de guvernator al districtului de jandarmi din Varșovia, un an mai târziu a fost decorat cu Ordinul Sfântul Vladimir, în grad 4. În această poziție el a condus timp de zece ani.
După războiul ruso-turc, în 1879, Iankovski a fost trimis la dispoziția general-adjutantului prințului Dondukov-Korsakov⁠(ru)[traduceți] pentru a crea în Rumelia de Est, corpuri de poliție și jandarmerie, dar a stat acolo doar câteva luni. La 24 aprilie, același an, el a fost subordonat Ministerului imperial al Afacerilor Interne, și la 15 mai a fost promovat general-maior și numit guvernator al Basarabiei.
Mai târziu, la 18 august 1882 a fost numit guvernator de Astrahan și Ataman al trupelor de cazaci din regiunea respectivă. În anul următor, la 24 august, a fost numit în postul de guvernator al Poltavei, și distins cu Ordinul Sfântul Stanislav, în grad 1. La 25 februarie 1889 a fost numit guvernator al Volâniei, postură pe care a ocupat-o până la moarte.